# Tauch, Timmy, Tauch
Tauch, Timmy, Tauch! ist eine amerikanisch-irisch-australische Computeranimationsserie aus dem Jahre 2005. Die Serie behandelt in den jeweiligen Folgen verschiedene Abenteuer des U-Boots Timmy.

## Inhalt
Das junge U-Boot Timmy lernt bei seinem Tauchlehrer Tom das Tauchen im Meer, um eines Tages ein richtiges Forschungs-U-Boot zu werden. Dabei erleben Timmy und seine Freunde viele Abenteuer.

## Produktion und Veröffentlichung
Die Serie wurde 2005 unter der Regie von Bob Doucette, Gary Hurst und Jane Schneider produziert. Die für die Produktion dieser Serie hauptverantwortlichen Firmen waren unter anderem die Firmen Mike Young Productions und Taffy Entertainment.
Die Idee stammt von Andrew Ross und Ian Ross, die Musik komponierte Ceiri Torjussen. Die künstlerische Leitung hatte Bob Doucette inne.
Die Erstausstrahlung erfolgte 2005 bei 7 Network in Australien. Es folgte eine Ausstrahlung bei Voom HD LAB in den USA 2006. Ab dem 15. Oktober 2007 wurde die Serie vom KI.KA in Deutschland gesendet. Außerdem erfolgten Übersetzungen ins Polnische und Griechische.

## Synchronisation
| Rolle       | deutscher Sprecher |
| ----------- | ------------------ |
| Timmy       | Pete Stefanow      |
| Taucher Tom | Robin Kahnmeyer    |
| Skid        | Konrad Bösherz     |

Die Deutschen Dialogbücher wurden von Masen Abou-Dakn geschrieben. Dialogregie bei der 1. Staffel (2005) führte Hans-Jürgen Dittberner bei der 2. Staffel (2010) Andreas Pollak.